# フェイシズ (2011年の映画)
『フェイシズ』（Faces in the Crowd）は、2011年のアメリカ合衆国のミステリ・サスペンス映画。2011年9月16日にカナダのアトランティック映画祭で初上映されたが、本国アメリカでは劇場公開されず、DVDスルーとなった。

## ストーリー
小学校で教師をしているアンナは、恋人ブライスとの結婚を間近に控え、幸せな毎日を過ごしていた。だがある晩、友人たちと酒を飲んだ帰り、巷を騒がしている連続殺人鬼｢涙のジャック｣が女性を殺害している姿を目撃してしまう。なんとかその場から逃げ去ろうとするアンナだったが、殺人鬼に存在を覚られてしまう。アンナの必死の抵抗も空しく、殺人鬼は彼女をナイフで切りつけ、川に突き落とし去っていく。しかし、アンナは奇跡的に命を取りとめていた。担ぎ込まれた病院のベッドで昏睡状態から目覚めた彼女だったが、その目の前に現れたのは見ず知らずの人々だった。ところが、その人々こそ、彼女の恋人ブライスと、友人のフランシーンとニーナだった。実はアンナは事件のショックで相貌失認に陥ってしまい、自分を含めた人の顔を認別できなくなっていたのだ。これにより、殺人鬼の顔すら思い出せなくなったアンナは、いつ殺人鬼に襲われるかもしれないという恐怖から、精神に異常を来たし始める。
精神神経科医ランゲンカンプ医師の治療を受けることにより、少しずつ精神的な安定を取り戻し始めたアンナだったが、そうしている間にも殺人鬼による被害者は増え続ける。そんな中、自分の顔も分からなくなったアンナを受け入れられないブライスがアンナのもとを去る。傷心のアンナは唯一顔の分かる担当刑事ケレストに急速に惹かれて行き、ケレストもかねてより彼女に惹かれていたことから2人は深い仲となる。ところがケレストがヒゲを剃ったことでアンナはケレストの顔も分からなくなってしまう。
そんなアンナにブライスから連絡が来て2人は会うことになる。ところがブライスがアンナに呼び出されて来たことを知ったアンナは真犯人の罠だと気付くものの、既に真犯人はブライスと入れ替わっていた。入れ替わりに気付かないアンナはブライスになりすました真犯人とその場を後にするが、ネクタイの締め方からブライスでないことに気付いて逃げ出す。一方、ケレストは催眠療法で呼び覚まされたアンナの記憶に基づく証言を思い出し、真犯人がプロファイラーのラニヨンであることに気付く。そしてラニヨンに追われるアンナのもとにケレストが駆けつけるが、アンナはラニヨンとケレストの区別が出来ない。ラニヨンとケレストがもみ合う中、2人は相討ちとなる。血がヒゲのように口元を覆ったことでケレストであることを認識できたアンナだったが、彼女の目の前でケレストはラニヨンと共に息絶える。
その後、アンナはケレストが生まれ育った小さな島の教師となる。そしてケレストとの間に生まれた娘とともに島の人々と幸せに暮らして行く。

## キャスト
アンナ・マーチャント
演 - ミラ・ジョヴォヴィッチ、日本語吹替 - 本田貴子
本作の主人公。小学校の教師をしていて恋人のブライスと同棲している。子供と恋人を愛する優しい性格だが、節操のない部分もある。
サム・ケレスト
演 - ジュリアン・マクマホン、日本語吹替 - てらそままさき
事件の担当刑事。唯一アンナが顔を忘れない人物。髭が特徴的。
エリック・ラニヨン
演 - デヴィッド・アトラッキ、日本語吹替 - 木下浩之
プロファイラー。
ブライス
演 - マイケル・シャンクス、日本語吹替 - 土田大
アンナの同棲中の恋人。アンナとは付き合って1年になる。
ランゲンカンプ医師
演 - マリアンヌ・フェイスフル、日本語吹替 - 一城みゆ希
精神神経科医。実は耳が不自由。
フランシーン
演 - サラ・ウェイン・キャリーズ、日本語吹替 - 慶長佑香
アンナの親友。連続殺人鬼の被害者となる。
ニーナ
演 - サンドリーヌ・ホルト
アンナの親友。男遊びが激しい。